# Stowarzyszenie Muzułmańskie
Stowarzyszenie Muzułmańskie (pers. جمعیت اسلامی افغانستان, Dżamiat-e Islami-je Afghanestan) – początkowo stowarzyszenie o charakterze politycznym, następnie centroprawicowa afgańska partia polityczna złożona głównie z Tadżyków, oparta na komunitaryzmie i prawie islamskim. Została założona przez Burhanuddina Rabbaniego, zarejestrowana przez afgańskie Ministerstwo Sprawiedliwości dopiero w 2007 roku. Była jedną z największych partii w okresie Islamskiej Republiki Afganistanu.

## Historia
Stowarzyszenie Muzułmańskie powstało w 1968 roku na Uniwersytecie Kabulskim jako stowarzyszenie o charakterze politycznym; jego działacze uczestniczyli w demonstracjach i marszach ulicznych w Kabulu. Jako partia polityczna, została założona w 1972 roku i była kierowana przez Burhanuddina Rabbaniego nieprzerwanie do jego śmierci w 2011 roku; według niego, ugrupowanie powstało pod wpływem Bractwa Muzułmańskiego. Następnego roku prezydent Afganistanu Mohammad Daud Chan zarządził aresztowanie Rabbaniego; ten uciekł do Pakistanu, gdzie kontynuował działalność swojej partii.
Zbrojne ramię partii, dowodzone przez Ahmada Szaha Masuda, działało aktywnie przeciwko komunistom w czasie radzieckiej interwencji, następnie przeciwko władzy Talibów. Za granicą wzięło również udział w I wojnie w Zatoce Perskiej, opowiadając się po stronie Kuwejtu. Podczas działań wojennych w kraju, siły Stowarzyszenia Muzułmańskiego dokonywały zbrodni wojennych na ludności cywilnej.
22 października 2011 roku, dwa dni po śmierci Burhanuddina Rabbaniego zorganizowano wybory na nowego lidera partii; został nim jego syn, Salahuddin.
23 maja 2017 roku powołano 64-osobową radę kierowniczą partii, w której skład weszły trzy kobiety.

## Struktury partii[17]
Stowarzyszeniem Muzułmańskim zarządza centralna komisja, w której skład wchodzą przewodniczący partii, jego zastępca oraz asystent do spraw administracji i finansów. Partia posiada również 10 komisji wykonawczych.

## Program partii

### Postulaty społeczne[18]
- konserwacja dawnych dzieł sztuki, odbudowa oraz tworzenie muzeów,
- obrona praw robotników, rolników, rzemieślników oraz artystów,
- opieka nad osobami starszymi i nad potrzebującymi,
- popularyzacja sportu,
- poszanowanie tradycji religijnych,
- rozwój bibliotek oraz ośrodków naukowych i kulturalnych w centralnych prowincjach kraju,
- stworzenie programu ubezpieczeń zdrowotnych i społecznych,
- ustanowienie i regulacja nowego prawa pracy,
- wzmacznianie tożsamości grup etnicznych i narodowych mieszkających w Afganistanie,
- zagwarantowanie prawa do emerytury,
- zagwarantowanie równości wszystkich obywateli Afganistanu,
- zapobieganie drenażowi mózgów.

### Postulaty gospodarcze[19]
- dążenie do samowystarczalności poprzez rozwój produkcji krajowej oraz wspieranie przedsiębiorczości,
- kontrola władz nad zasobami naturalnymi Afganistanu,
- poszanowanie własności prywatnej, o ile nie jest ona szkodliwa dla społeczeństwa,
- realizowanie systemu gospodarki mieszanej,
- ścisła kontrola Afgańskich Sił Granicznych,
- utrzymanie wartości waluty krajowej i kontrolowanie kursu walutowego,
- walka z korupcją,
- wsparcie dla sektora prywatnego poprzez udzielanie dotacji finansowych przez rząd,
- wspieranie programu modernizacji systemu bankowego,
- zapobieganie deficytowi budżetowemu,
- zwiększenie udziału sektora przemysłu w krajowej gospodarce.

### Postulaty w sprawie polityki wewnętrznej[20]
- obrona wolności słowa oraz praw kobiet,
- ochrona bezpieczeństwa narodowego,
- niezależność sądownictwa,
- poszanowanie systemu demokratycznego opartego na islamie,
- równość bez względu na płeć, wyznanie, pochodzenie etniczne, kolor skóry bądź orientację seksualną,
- wprowadzenie systemu parlamentarnego[16],
- wprowadzenie obowiązkowej służby wojskowej na okres 1 roku.

### Postulaty w sprawie polityki zagranicznej[20]
- poszanowanie wszystkich umów i porozumień międzynarodowych zatwierdzonych przez afgańskie władze,
- prowadzenie polityki de-eskalacji opartej na obronie pokoju na świecie,
- uniemożliwienie innym państwom dominacji nad zasobami naturalnymi, ekonomicznymi i wojskowymi Afganistanu oraz ingerencji w wewnętrzną politykę.

## Poparcie w wyborach

### Wybory prezydenckie
| Wybory | Kandydat           | I tura | I tura     | I tura |
| Wybory | Kandydat           | Głosów | %          |        |
| ------ | ------------------ | ------ | ---------- | ------ |
| 2004   | Abdul Hafiz Mansur | 19 728 | 0,25 (13.) |        |

### Wybory parlamentarne
| Wybory | Mandaty do Izby Ludowej | +/− |
| ------ | ----------------------- | --- |
| 2005   | 22/249                  | –   |
| 2010   | 17/249                  | 5   |
| 2018   | 23/249                  | 6   |